# David Hanisius
David Hanisius (* zwischen 1630 und 1635 in Baruth; † im Juni 1681 in Wolfenbüttel) war ein deutscher Theologe und Bibliothekar. Er war direkter Nachfolger Herzogs August des Jüngeren als Bibliotheksdirektor an der Herzog August Bibliothek in Wolfenbüttel.

## Leben
David Hanisius studierte ab 1643 an der Brandenburgischen Universität Frankfurt und ab 1654 an der Albertus-Universität Königsberg. Nach dem Studium war er zunächst Feldprediger bei der polnischen und der holsteinischen Armee unter Friedrich III., König von Dänemark und Norwegen, anschließend Hofprediger in Stockholm.
Im Jahr 1661 war Hanisius an der Einrichtung der Staatsbibliothek zu Berlin beteiligt und wurde während seiner Tätigkeit in Stockholm als Oberinspektor über verschiedene Bibliotheken eingesetzt.
1666 wurde er nach dem Tod von August II. (Braunschweig-Wolfenbüttel) von dessen Sohn und Nachfolger Rudolf August als Bibliothekar in Wolfenbüttel eingesetzt, wo er bis zu seinem Tode blieb.
Hanisius war ab 1678 auf Empfehlung Theodor Haaks Mitglied der Royal Society und der Deutschgesinnten Genossenschaft.